# 中城區 (多倫多)

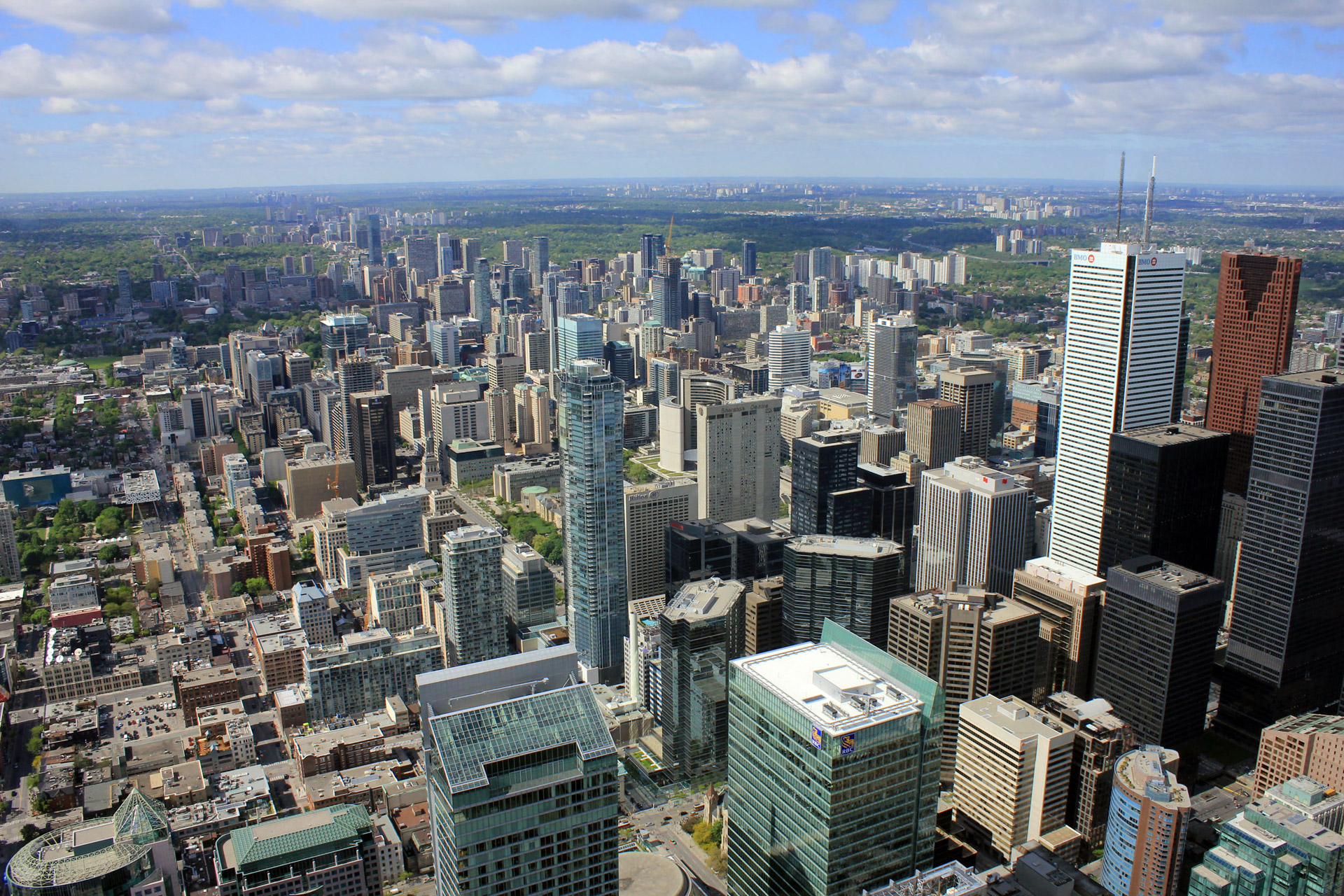
望向中城區

中城區（英語：Midtown）是加拿大安大略省多倫多市中心以外的四個核心商業區之一，位於舊多倫多北部。其邊界大致為南至聖卡拉路（St. Clair Avenue），北至艾靈頓路或羅倫斯路（Lawrence Avenue），東至灣景路（Bayview Avenue），西至德化林街（Dufferin Street）。該地區的中心社區是央街夾艾靈頓（Yonge–Eglinton）。

## 社區
玫瑰谷（Rosedale）、森林山（Forest Hill）、鹿園（Deer Park）及夏山（Summerhill）通常被稱為該市最高檔的社區群（僅羅倫斯路的中心部分可與之相媲美）。央街（Yonge Street）和聖卡拉路（St. Clair Avenue）處（位於鹿園）是這些社區的歷史商業中心。它是有着歷史特色田園風光的快樂山墳場（Mount Pleasant Cemetery）及隱蔽的聖彌額爾墳場（St. Michael's Cemetery）的所在地。
爹核士威老村（Davisville Village）包括東至央街，西至灣景路，北至艾靈頓路，南至馬頓街（Merton Street），俯瞰園林般的快樂山墳場。它是許多高層住宅公寓及精品店的所在地。它的許多大型維多利亞時代建築及都鐸時代建築是該市最昂貴的住宅之一。2008年，快樂山村商業促進區（Mount Pleasant Village BIA）設立，一直是該地區發展的重要資產，同時保持建築物的遺產完整性。
除了馬頓街，爹核士威老缺乏新的高層公寓發展項目，其外表及觀感與多倫多其他高檔低層社區（如羅倫斯公園、湖灘及京士威）相似。

中城區中心與多倫多四大市中心之一，央街夾艾靈頓（Yonge–Eglinton），是北多倫多（央街東部及西部，艾靈頓路北部）、爹核士威老（東南）及集連邨（Chaplin Estates，西南）北部邊界的交界處。緊鄰的區域包括數座高層辦公樓、繁忙的地鐵艾靈頓站及一個大型商場辦公綜合體。它擁有眾多食肆、兩個多功能電影院及一個多元化的零售地帶。大約自2000年以來，該地區一直在經歷商業及地產發展的激增，以及大量年輕的城市職業單身人士及家庭的湧入。
43°42′28″N 79°23′57″W / 43.7077°N 79.3991°W